# Stina Lawner
Stina Lawner, född 9 juli 1988, är en svensk sportskytt som tävlar i pistolskytte.

## Karriär
Lawner slutade på en nionde plats i damernas 25 meter sportpistol vid Europamästerskapen i kroatiska Osijek år 2024. Vid tävlingen satte hon personbästa vilket innebar att hon säkrade en svensk kvotplats till OS 2024. I juni meddelande SOK att Lawner blivit uttagen att tävla i olympiska sommarspelen 2024.